# Lophotarsia lichenosa
Lophotarsia lichenosa är en fjärilsart som beskrevs av Elliot C.G. Pinhey 1968. Lophotarsia lichenosa ingår i släktet Lophotarsia och familjen nattflyn. Inga underarter finns listade i Catalogue of Life.